# Sinfonía n.º 8 (Vaughan Williams)

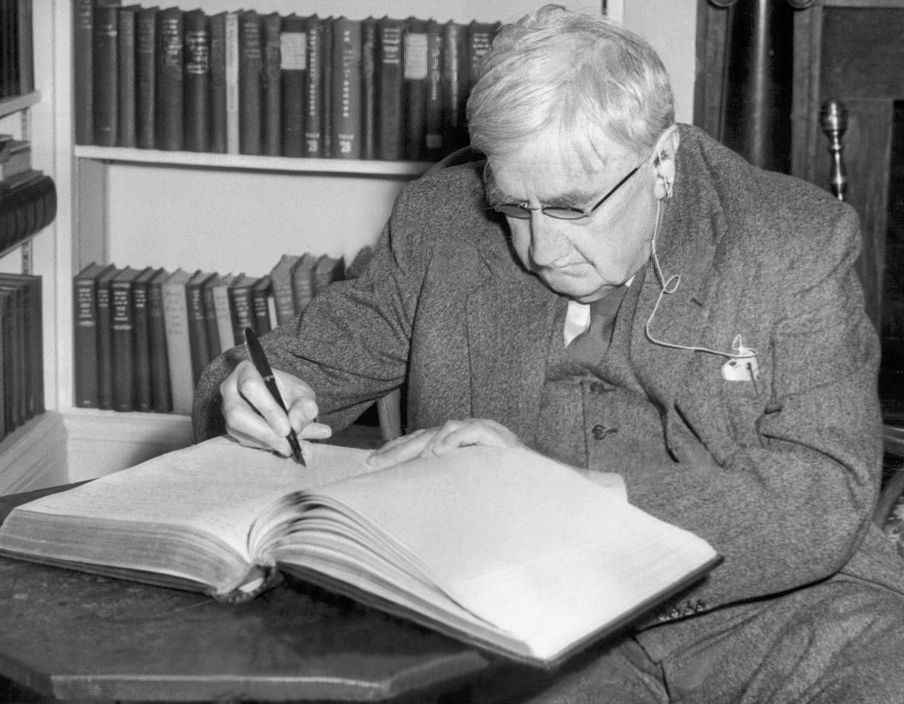
Vaughan Williams en 1955.

La Sinfonía n.º 8 en re menor fue compuesta por Ralph Vaughan Williams entre 1953 y 1955. La obra está dedicada a John Barbirolli. Se trata de la más breve de las nueve sinfonías del maestro inglés y presenta una atmósfera francamente alegre y optimista.

## Historia

### Composición
La composición de esta pieza se desarrolló entre 1953 y 1955. La producción sinfónica del maestro británico está formada por nueve sinfonías y esta es la penúltima de ellas. Entre 1903 y 1952 había compuesto siete sinfonías y en 1953 empezó a elaborar los bocetos para la n.º 8. El progreso de composición se vio frenado por un largo período de conferencias y direcciones en Estados Unidos durante la segunda mitad de 1954. Pero en enero de 1955 la pieza estaba sustancialmente completa.

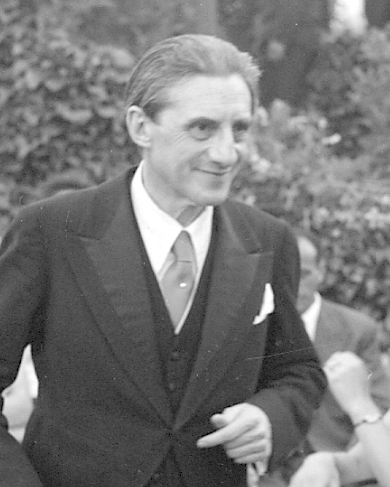
John Barbirolli, dedicatario de la pieza y director del estreno.

La dedicatoria de la pieza fue para John Barbirolli. En la partitura manuscrita el compositor escribió: "Para el Glorioso John, con amor y admiración de Ralph" y en la partitura publicada aparecía "Dedicada a John Barbirolli". Barbirolli era director titular de la Orquesta Hallé y había dirigido con gran éxito el estreno la Sinfonía n.º 7 ganándose el apodo de "glorious John" (glorioso John) por parte del maestro inglés. La pieza no fue escrita por encargo. Pero Barbirolli había pedido a Vaughan Williams una nueva composición sin especificar más y el maestro le ofreció esta sinfonía. El director y su orquesta ofrecieron al compositor una audición privada de la obra en febrero de 1956 y el estreno se programó para mayo en Mánchester.

### Estreno y publicación
El estreno se celebró el 2 de mayo de 1956 en el Free Trade Hall de Mánchester en una interpretación de la Orquesta Hallé bajo la dirección de John Barbirolli. Fue grabada por la BBC y posteriormente lanzada en disco. El 14 de mayo se ejecutó de nuevo la pieza con la misma orquesta y director en el Royal Festival Hall de Londres. La primera interpretación en Estados Unidos tuvo lugar el 5 de octubre de 1956 con la Orquesta de Filadelfia dirigida por su titular Eugene Ormandy. El 30 de junio de 1957 Leopold Stokowski dirigió a la Sinfónica de Londres en otra interpretación en el Festival Hall. A partir del 31 de octubre de 1957 Charles Munch dirigió a la Sinfónica de Boston en varias interpretaciones de la obra.
La primera edición de la pieza fue llevada a cabo en 1956 por la editorial Oxford University Press en Londres. Algunas sinfonías de Vaughan Williams fueron publicadas con títulos descriptivos (A Sea Symphony, A London Symphony, A Pastoral Symphony, Sinfonía antártica); otras se publicaron como Sinfonía en fa menor, en re mayor y en mi menor. A las del último grupo se las denominaba Sinfonías n.º 4, 5 y 6, pero Vaughan Williams lo desaprobaba: "Nunca he puesto números a mis sinfonías y no quiero empezar ahora". Finalmente la nueva obra fue publicada como "Sinfonía n.° 8 en re menor".

## Instrumentación
La partitura está escrita para una gran orquesta formada por:
- Viento madera: 2 flautas (la segunda doblando al flautín), 2 oboes, 2 clarinetes en si bemol, 2 fagotes.
- Viento metal: 2 trompas en fa, 2 trompetas en si bemol, 3 trombones.
- Percusión: timbales, bombo, caja, platillos, triángulo, xilófono, vibráfono, glockenspiel, campanas tubulares, gongs afinados, celesta.
- Cuerda: 2 arpas y una sección de cuerdas con violines I y II, violas, violonchelos y contrabajos.

La orquestación cuenta con las secciones convencionales de maderas, metales y cuerdas con dos arpas, pero con una sección de percusión aumentada. Mientras estaba en las etapas finales de su labor composittiva, el compositor y su esposa asistieron a una presentación de Turandot en el Covent Garden, en la que Vaughan Williams quedó fascinado por los gongs afinados que se usan ampliamente en la partitura de Puccini, y los agregó a la ya grande sección de percusión requerida para su nueva sinfonía.

## Estructura y análisis
La sinfonía consta de cuatro movimientos:
- I. Fantasia (Variazioni senza Tema). Moderato, en re menor 6
8
- II. Scherzo alla marcia (per stromenti a fiato). Allegro alla marcia, en do menor 2
4
- III. Cavatina (per stromenti ad arco). Lento espressivo, en mi menor 4
4
- IV. Toccata. Moderato maestoso, en re mayor 3
4

La interpretación de esta obra dura aproximadamente entre 25 y 30 minutos. Es la más breve de las nueve sinfonías de Vaughan Williams. La variedad y calidad de la producción musical del octogenario maestro no mostraba signos de decaimiento. De hecho, el compositor estaba aportando nuevos elementos, nuevas texturas y emociones a su obra. Una pieza aparentemente sencilla, muestra un trasfondo ligeramente oscuro y una cualidad enigmática que se hizo aún más evidente en la Sinfonía n.º 9 del último año del compositor, 1958.

### I.Fantasia (Variazioni senza Tema). Moderato
El primer movimiento, Fantasia (Variazioni senza Tema). Moderato, está escrito en la tonalidad de re menor y en compás de 6/8. Se trata de una Fantasía, subtitulada "Variazioni senza thema" que significa "Variaciones sin tema". Vaughan Williams, quizás con más exactitud, los describió como "Siete variaciones en busca de un tema". Se abre con uno de los elementos principales del movimiento, una quejumbrosa frase de cuatro notas sobre la que elabora la flauta, acompañada por una brillante percusión. La música es inquieta, por momentos tormentosa y lírica. Un episodio alegre y sarcástico da paso a la coda, en la cual la flauta, el fagot y la trompeta danzan en torno al "tema", con el arpa y el vibráfono como brillante telón de fondo. Como señaló el compositor, esta Fantasía se puede analizar en términos de la forma sonata tradicional. En ese sentido se puede considerar que la apertura en Moderato es recapitulada libremente en la sexta sección Allegro vivace y la tercera sección, similar a un coral, reaparece en la séptima, marcada Largamente. Según el musicólogo Michael Kennedy este movimiento está "entre los mejor y más hábilmente organizados" de Vaughan Williams, "con un material temático rico y diverso". 

### II.Scherzo alla marcia (per stromenti a fiato). Allegro alla marcia
El segundo movimiento, Scherzo alla marcia (per stromenti a fiato). Allegro alla marcia, está en do menor y en compás de 2/4. El subtítulo "per stromenti a fiato" significa "para instrumentos de viento", ya que está escrito solo para maderas y metales. Aunque contiene 181 compases en comparación con los 111 del movimiento lento, su ritmo rápido lo convierte en el movimiento más breve de toda la sinfonía y su ejecución generalmente dura menos de cuatro minutos. La estructura responde a una forma ternaria A-B-A de scherzo con trío:
- Sección A: El Scherzo es una marcha curiosa y ligeramente escalofriante. Al igual que el movimiento inicial, contiene tres temas principales: uno para fagot, uno para trompeta y otro para las flautas. Termina con un pasaje fugato.
- Sección B: El trío presenta un carácter más pensativo y pastoril. Es similar a un vals y recuerda a Stravinsky por las combinaciones de texturas y la actitud no demasiado seria.
- Sección A: Finaliza con un breve retorno del Scherzo.No se admite la reproducción de audio en este navegador. Se puede descargar el archivo de audio.

### III.Cavatina (per stromenti ad arco). Lento espressivo
El tercer movimiento, Cavatina (per stromenti ad arco). Lento espressivo, está en mi menor y en compás de 4/4. El subtítulo "per stromenti ad arco"  significa "para instrumentos de arco", ya que está escrito solo para la sección de cuerdas. Adopta una forma rondó en cinco partes. Tiene un carácter meditativo. Se despliega en una rica textura polifónica. En apariencia, se parece a las obras más conocidas de Vaughan Williams para orquesta de cuerda, como la Fantasía sobre un tema de Thomas Tallis o The Lark Ascending). Pero aquí hay un ligero halo de ansiedad e inquietud incluso en los pasajes más melifluos. Kennedy lo llama un "hermoso ensueño de vejez de despedida a Tallis y las alondras ascendiendo". El tema principal guarda cierta semejanza con el coral tradicional que Vaughan Williams, como editor, incluyó en The English Hymnal como "O sacred head sore wounded" ("O sagrada cabeza herida"). La melodía se utiliza en la Pasión según San Mateo de Johann Sebastian Bach, una obra muy cercana al corazón de Vaughan Williams, y éste dijo que su aparición en la sinfonía fue "una confusión de mi mente". El tema, en mi menor, se asigna a los violonchelos acompañados de acordes en pianissimo ocasionales y el bajo en pizzicato. El segundo tema, en la bemol mayor, es entonado por los violines. El interludio central es un episodio rapsódico con un solo de violín. En la recapitulación y la coda, dominadas por una línea de violonchelo solista, se combinan el primer y el segundo tema. Se cierra de manera apacible en mi mayor.

### IV.Toccata. Moderato maestoso
El cuarto y último movimiento, Toccata. Moderato maestoso, está en re mayor y en compás de 3/4. El Finale se subtitula Toccata para indicar su carácter virtuosístico y exuberante. Aquí se unen a la orquesta cinco percusionistas que tocan, como dijo Vaughan Williams, "todos los 'fonos' y 'spiels' conocidos por el compositor" (vibráfono, xilófono, glockenspiel). Se pueden escuchar pruebas preliminares de este interés por la percusión en la cantata navideña Hodie de 1948. Pero la percusión no domina en absoluto la textura, sino que apoya los diversos movimientos del resto de la orquesta. El movimiento es ciertamente extrovertido, pero una vez más hay una presencia más oscura en la música. Quizá el maestro tenía razón cuando llamó a la Toccata "un exordio bastante siniestro". Tras un golpe fuerte del gong y la campana, el tutti orquestal enuncia el primer tema, alternando con el mismo tema tocado por la percusión afinada. Le sigue un tema lírico interpretado por los violines contra una figura repetida en las maderas. La gran sección de percusión domina al llegar a un clímax grandioso y ruidoso, que pone el punto final a la pieza. Sólo dos de sus sinfonías terminan con la orquesta tocando en forte, la n.º 4 y la n.º 8. Todas las demás tienen conclusiones tranquilas; algunas se desvanecen con la indicación predilecta de Vaughan Williams, "niente" ("nada").

## Recepción de la obra
Tras el estreno en 1956, The Manchester Guardian informó: "No es frecuente que toda la audiencia en una sala de conciertos inglesa se ponga de pie para aplaudir, particularmente después de una nueva obra". Esta sinfonía ha seguido siendo una de las más populares del compositor. En 2008 el crítico musical de The Times escribió: "Con sus ingeniosas variaciones en busca de un tema, su chispeante scherzo y su juguetona toccata, la sinfonía suena como la obra de un joven en la cima de su poder".
Después de la primera interpretación en Estados Unidos, el crítico Edwin H. Schloss calificó la sinfonía como "una obra de estimulante originalidad: música de frescura, exuberancia y calidez", el scherzo "locuaz y rebosante de delicioso humor" y la cavatina "música de gran belleza lírica". Schloss informó que la obra fue recibida "con un torrente de aplausos". Cuando Ormandy y su orquesta llevaron la obra a Nueva York, Douglas Watt la encontró "soleada, animada, expertamente adaptada y ganadora". El Círculo de críticos musicales de Nueva York destacó la obra como la mejor nueva sinfonía del año. Al revisar la primera grabación que se publicó de la obra, el crítico Harold C. Schonberg concluyó que Vaughan Williams "bien podría ser el principal sinfonista de la actualidad".
Entre las críticas del siglo XXI, el Grove Dictionary of Music and Musicians (2001) dice de la pieza:

«La octava, en re menor, tiene una relativa ligereza de corazón y cierta capacidad para el humor, pero estas cualidades están impregnadas de tristeza y ansiedad, incluso en el ruidoso final. Las alusiones melódicas a Holst y Bach sugieren que un hilo de recuerdo, de los caídos de la Primera Guerra Mundial y de los amigos ausentes en general, recorre la obra.»

## Discografía selecta
| Año  | Dirección               | Orquesta                               | Lugar                                |
| ---- | ----------------------- | -------------------------------------- | ------------------------------------ |
| 1956 | John Barbirolli         | Orquesta Hallé de Mánchester           | Free Trade Hall                      |
| 1956 | John Barbirolli         | Orquesta Hallé de Mánchester           | Free Trade Hall                      |
| 1956 | Adrian Boult            | Orquesta Filarmónica de Londres        | Kingsway Hall                        |
| 1958 | Charles Munch           | Orquesta Sinfónica de Boston           | Music Shed, Tanglewood               |
| 1959 | John Barbirolli         | Orquesta Filarmónica de Nueva York     | Carnegie Hall                        |
| 1961 | John Barbirolli         | Orquesta Hallé de Mánchester           | Teatro Kursaal, Lugano               |
| 1964 | Leopold Stokowski       | Orquesta Sinfónica de la BBC           | Royal Albert Hall                    |
| 1967 | John Barbirolli         | Orquesta Hallé de Mánchester           | Royal Albert Hall                    |
| 1968 | André Previn            | Orquesta Sinfónica de Londres          | Kingsway Hall                        |
| 1969 | Adrian Boult            | Orquesta Filarmónica de Londres        | Kingsway Hall                        |
| 1972 | Adrian Boult            | Orquesta Filarmónica de Londres        | Royal Festival Hall                  |
| 1989 | Guennadi Rozhdéstvenski | Orquesta Sinfónica Estatal de la URSS  | Edif. Philharmonia, Leningrado       |
| 1989 | Bryden Thomson          | Orquesta Sinfónica de Londres          | St Jude-on-the-Hill, Hampstead       |
| 1991 | Leonard Slatkin         | Orquesta Philharmonia                  | Abbey Road                           |
| 1992 | Vernon Handley          | Real Orquesta Filarmónica de Liverpool | Philharmonic Hall, Liverpool         |
| 1993 | Andrew Davis            | Orquesta Sinfónica de la BBC           | Iglesia de San Agustín, Kilburn      |
| 1996 | Kees Bakels             | Orquesta Sinfónica de Bournemouth      | Poole Arts Centre                    |
| 2000 | Bernard Haitink         | Orquesta Filarmónica de Londres        | Abbey Road                           |
| 2003 | Richard Hickox          | Orquesta Sinfónica de Londres          | Iglesia de todos los santos, Tooting |
| 2008 | Vladímir Yúrovski       | Orquesta Filarmónica de Londres        | Royal Festival Hall                  |
| 2012 | Mark Elder              | Orquesta Hallé de Mánchester           | BBC Studios MediaCityUK, Salford     |
| 2015 | Andrew Manze            | Real Orquesta Filarmónica de Liverpool | Philharmonic Hall, Liverpool         |